# 周掄元

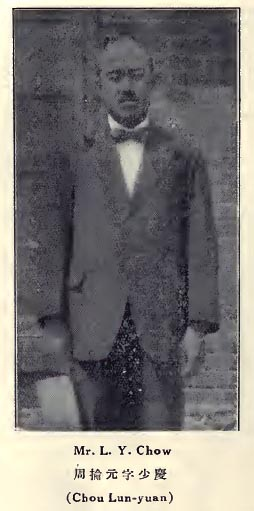

周抡元（1890年—？，英文：Chou Lun-yuan；英文缩写：L. Y. Chow），北洋实业名人，中国工矿业先驱之一。字少庆，浙江宁波人。

## 生平
1907年至1911年，曾先后在在浙江宁波浸礼会中学，上海圣约翰大学求学。1911年考中美庚子赔款奖学金。同年8月，成为游美学务处第三批63人之一，赴美国留学。1915年，获得李赫大学（今译：理海大学）采矿工程学工程学硕士学位（E. M.）。毕业后，曾在美国各地几个矿床实习。
美国实习结束后回国。1918年至1921年，任职于湖南省萍乡煤矿，先后担任助理工程师，煤矿监督。后赴上海，1921年，出任上海远东贸易公司机械部门经理。随后北上东北，出任奉天矿务局（奉天现称沈阳）属下帕脱河煤矿矿务总工程师。